# Граф дель-Сид

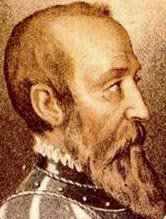
Родриго Диас де Вивара и Мендоса, 1-й граф дель-Сид

Граф дель-Сид — испанский дворянский титул, созданный католическими королями в 1492 году вместе с титулом маркиза дель-Сенете для Родриго Диаса де Вивара и Мендосы (ок. 1466—1523), сына Педро Гонсалеса Мендосы (знаменитый кардинал Мендоса) и Менсии де Лемос.
Титул графа дель-Сид был восстановлен королем Испании Альфонсо XIII в 1921 году для Хоакина де Артеаги и Эчагве, 17-го герцога дель Инфантадо (1870—1947), который становится, таким образом, 15-м графом дель-Сид.

## Графы дель-Сид
|                                                                | Титул                                                          | Период                                                         |
| Креация создана Фердинандом Арагонским и Изабеллой Кастильской | Креация создана Фердинандом Арагонским и Изабеллой Кастильской | Креация создана Фердинандом Арагонским и Изабеллой Кастильской |
| -------------------------------------------------------------- | -------------------------------------------------------------- | -------------------------------------------------------------- |
| I                                                              | Родриго Диас де Вивар-и-Мендоса                                | 1492-1523                                                      |
| II                                                             | Менсия де Мендоса                                              | 1523-1554                                                      |
| III                                                            | Мария де Мендоса                                               | 1554-1580                                                      |
| IV                                                             | Иньиго Лопес де Мендоса                                        | 1580-1601                                                      |
| V                                                              | Ана де Мендоса и де ла Вега                                    | 1601-1633                                                      |
| VI                                                             | Родриго Диас де Вивар и Мендоса                                | 1633-1657                                                      |
| VII                                                            | Каталина де Сандоваль и Мендоса                                | 1657-1686                                                      |
| VIII                                                           | Грегорио де Сильва-и-Мендоса                                   | 1686-1693                                                      |
| IX                                                             | Хуан де Диос де Сильва-и-Мендоса-и-Аро                         | 1693-1737                                                      |
| X                                                              | Мария Франсиска де Сильва и Мендоса                            | 1737-1770                                                      |
| XI                                                             | Педро де Алькантара де Толедо и Сильва                         | 1770-1790                                                      |
| XII                                                            | Педро де Алькантара де Толедо и Сальм-Сальм                    | 1790-1841                                                      |
| XIII                                                           | Педро де Алькантара Тельес-Хирон и Бофорт                      | 1841-1844                                                      |
| XIV                                                            | Мариано Тельес-Хирон и Бофорт                                  | 1844-1882                                                      |
| Креация восстановлена королем Испании Альфонсо XIII            |                                                                |                                                                |
| XV                                                             | Хоакин де Артеага и Эчагве                                     | 1921-1947                                                      |
| XVI                                                            | Хайме де Артеага и Фалгуэра                                    | 1947-1936                                                      |
| XVII                                                           | Иньиго де Артеага-и-Фальгера                                   | ? −1966                                                        |
| XVIII                                                          | Карлос де Артеага и Мартин                                     | 1966- ?                                                        |
| XIX                                                            | Иньиго Антонио де Артеага и Паскуаль                           | 2000 — настоящее время                                         |

## История графов дель-Сид

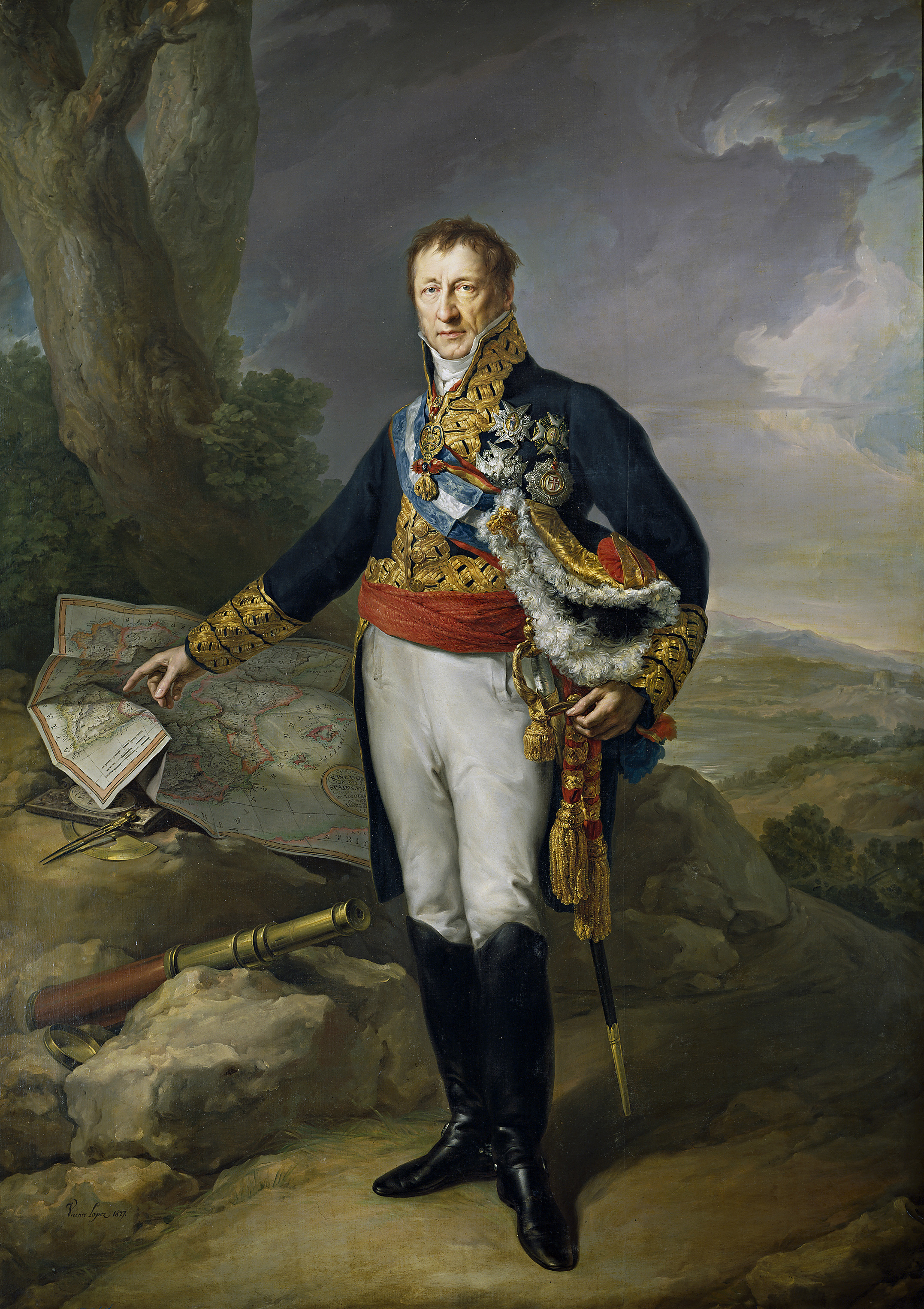
Педро де Алькантара Альварес де Толедо и Сальм-Сальм, 13-й герцог дель Инфантадо, 12-й граф дель-Сид (1768—1841)

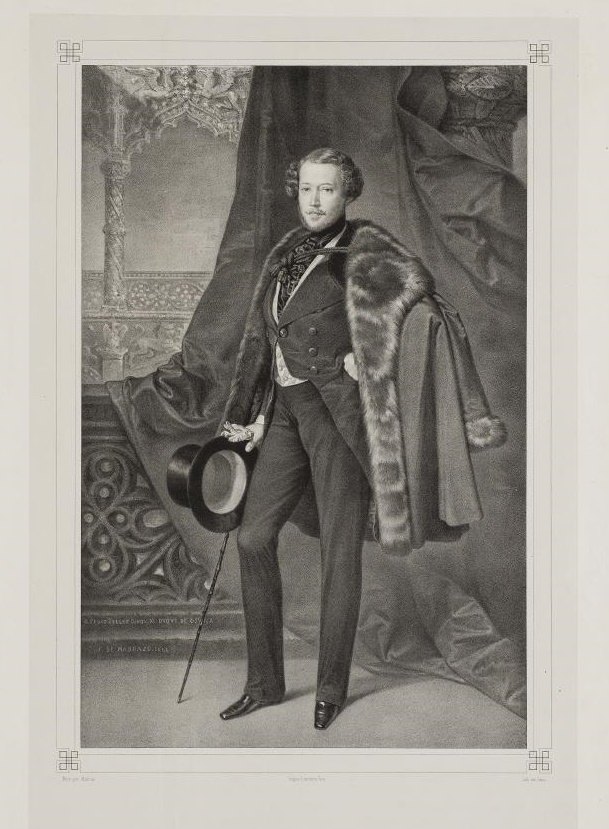
Педро де Алькантара Тельес-Хирон и Бофорт Спонтин, 11-й герцог де Осуна, 14-й герцог дель Инфантадо, 13-й граф дель-Сид (1810—1844)

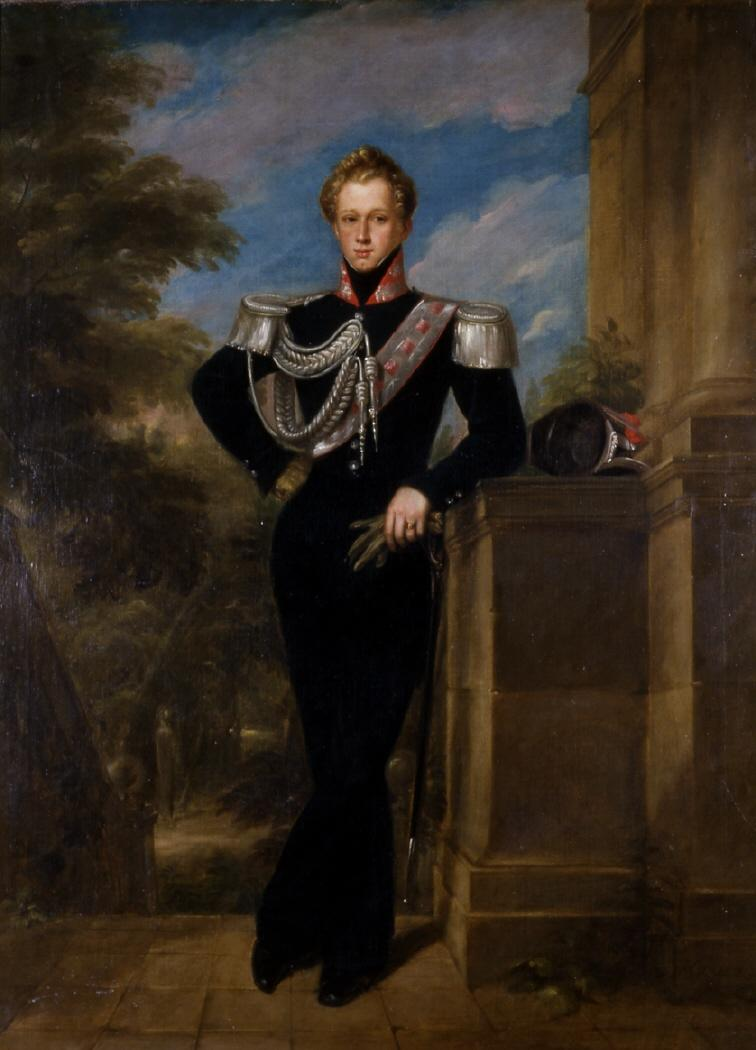
Мариано Тельес-Хирон и Бофорт Спонтин, 12-й герцог де Осуна, 15-й герцог дель Инфантадо, 14-й граф дель-Сид (1814—1882)

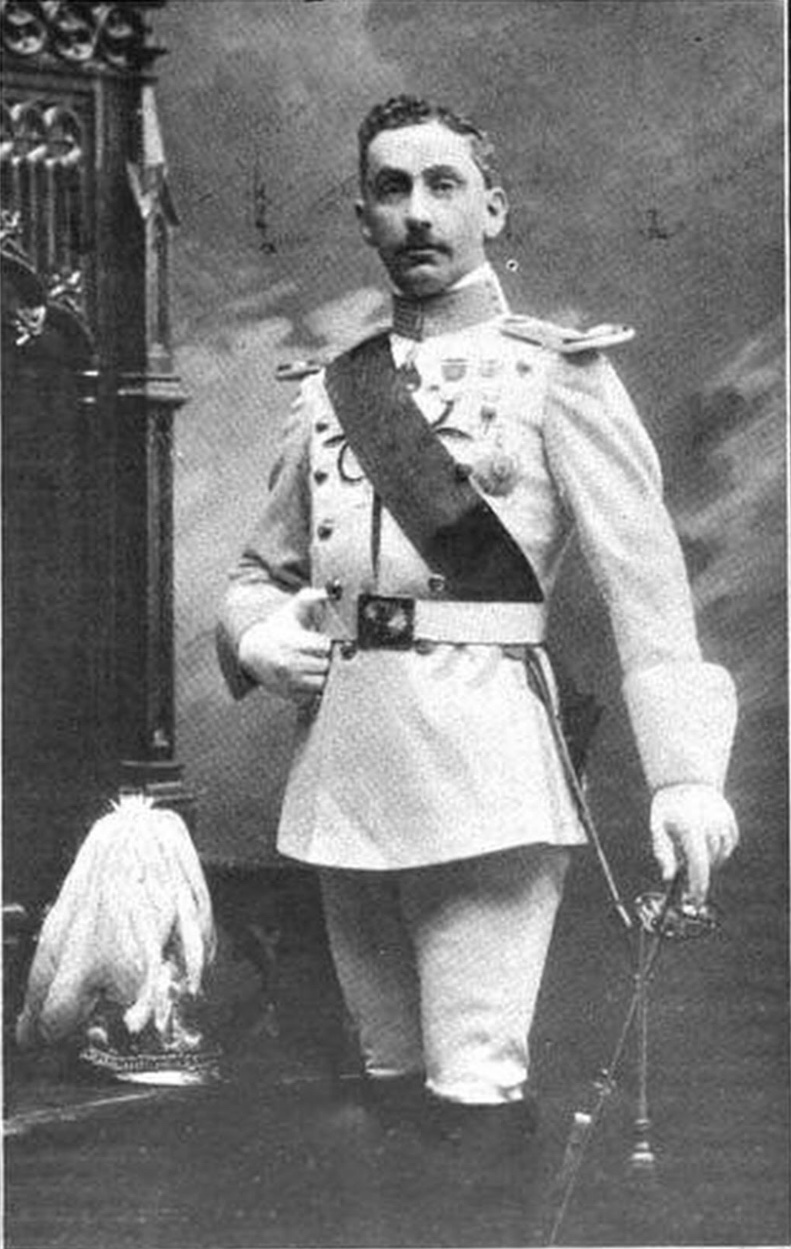
Хоакин Игнасио де Артеага-и-Эчагуэ Сильва и Мендес де Виго, 17-й герцог дель Инфантадо, 15-й граф дель-Сид (1870—1947)

- Родриго Диас де Вивар-и-Мендоса (ок. 1466 — 22 февраля 1523), 1-й граф дель-Сид. 1-й маркиз дель-Сенете.

1. Супруга — Леонор де ла Серда (?-1497).
2. Супруга — Мария де Фонсека и Толедо. Ему наследовала его третья дочь:

- Менсия де Мендоса (30 ноября 1508 — 4 января 1554), 2-я графиня дель-Сид, 2-я маркиза дель-Сенете.

1. Супруг — Диего Уртадо де Мендоса, 5-й граф де Сальданья. Её наследовала её сестра:

- Мария де Мендоса (? — 1580), 3-я графиня дель-Сид, 3-я маркиза дель-Сенете. Ей наследовал её сын:
- Иньиго Лопес де Мендоса (1536 — 20 августа 1601), '4-й граф дель-Сид, 5-й герцог дель Инфантадо. Ему наследовала его дочь:
- Ана де Мендоса и де ла Вега (1554 — 11 августа 1633), 5-я графиня дель-Сид, 6-я герцогиня дель Инфантадо. Её наследовал её сын:
- Родриго Диас де Вивар де Мендоса и Сандоваль (3 апреля 1614 — 14 января 1657), 6-й граф дель-Сид, 7-й герцог дель Инфантадо. Ему наследовала его сестра:
- Каталина де Сандоваль и Мендоса (1616 — июль 1686), 7-я графиня дель-Сид, 8-я герцогиня дель Инфантадо. Ей наследовал её старший сын:
- Грегорио Мария Доминго де Сильва-и-Мендоса (24 апреля 1649 — 1 сентября 1693), 8-й граф дель-Сид, 9-й герцог дель-Инфантадо, 5-й герцог де Пастрана, 7-й герцог де Лерма, 6-й герцог де Франкавилья, 5-й герцог де Эстермера, 5-й герцог де Сеа, принц де Мелито, принц де Эболи, маркиз де Сантильяна, маркиз дель-Сенете, маркиз де Архесилья, маркиз де Альменара, маркиз де Аргесо, маркиз де Кампоо, граф де Сальданья, граф дель-Реал-де-Мансанарес, граф де Мандайона, граф де Мьедес, гранд Испании.

1. Супруга с 1666 года Мария де Аро и Гусман, дочь Луиса Менжеса де Аро Гусмана и Сотомайора де ла Паса, 6-го маркиза дель-Карпио, 2-го графа де Моренте, 5-го графа и 3-го герцога де Оливареса, 2-го маркиза де Эльче, 1-го герцога де Монторо, и Каталины Фернандес де Кордоба и Арагон, дочери Энрике де Кордобы Кардоны и Арагона, 5-го герцога де Сегорбе, 4-го маркиза де Комареса, и Каталины Фернандес де Кордоба и Фигуэроа, 4-й маркизы де Прьего. Ему наследовал их сын:

- Хуан де Диос де Сильва и Мендоса (13 ноября 1672 — 9 декабря 1737), 9-й граф дель-Сид, 10-й герцог дель Инфантадо, 11-й маркиз де Сантильяна, 6-й герцог де Пастрана, 8-й герцог де Лерма, 7-й герцог де Франкавилья, 6-й герцог де Эстеремера, 6-й герцог де Сеа, принц де Мелито, принц де Эболи, маркиз дель-Сенете, маркиз де Архесилья, маркиз де Альменара, маркиз де Аргесо, маркиз де Кампоо, граф де Сальданья, граф дель-Реал-де-Мансанарес, граф де Мандайона, граф де Мьедес, гранд Испании.

1. Супруга с 1704 года Мария Тереса де лом Риос Сапата и Гусман, дочь Франсиско Диего Гутьерреса де лос Риос и Гусман де лос Риос, 3-го графа де Фернан Нуньес, и Каталины Сапаты де Мендосы Сильвы, дочери Антонио Сапаты и Суарес де Мендосы, 1-го маркиза де ла Аламеда, 3-го графа де Барахаса, 8-го графа де Корунья, и Аны Марии де Сильвы и Гусман, 3-й герцогини де Пастрана. Ему наследовал их сын:

- Мария Франсиска де Сильва и Мендоса (1707—1770), 10-я графиня дель-Сид, 11-я герцогиня дель Инфантадо. Ей наследовал её сын:
- Педро де Алькантара де Толедо и Сильва (27 декабря 1729 — 10 июня 1790), 11-й граф дель-Сид, 12-й герцог дель Инфантадо. Ему наследовал его сын:
- Педро де Алькантара де Толедо и Сальм-Сальм (20 июля 1768 — 27 ноября 1841), 12-й граф дель-Сид, 13-й герцог дель Инфантадо. Ему наследовал его внучатый племянник, сын Марии Франсиски де Бофорт Спонтин, герцогини де Осуна (1785—1830):
- Педро де Алькантара Тельес-Хирон и Бофорт (1810—1844), 13-й граф дель-Сид, 14-й герцог дель Инфантадо. Ему наследовал его младший брат:
- Мариано Тельес-Хирон и Бофорт (1814—1882), 14-й граф дель-Сид, 15-й герцог дель Инфантадо.

Восстановление титула в 1921 году:
- Хоакин Игнасио де Артеага-и-Эчагуэ Сильва и Мендес де Виго (5 августа 1870 — 4 января 1947), 15-й граф дель-Сид, 17-й герцог дель Инфантадо, 13-й маркиз де Армуния, 12-й маркиз де Ариса, 14-й маркиз де Эстепа, 18-й маркиз де Сантильяна, 10-й маркиз де Лаула, 9-й маркиз де Монте-де-Вай, 12-й маркиз де Вивола, 16-й маркиз де Сеа, 8-й маркиз де Вальмедиано, 11-й маркиз де ла Элиседа, 5-й граф де Коррес, 11-й граф де ла Монклова, 10-й граф де Санта-Эуфемия, 18-й граф дель-Реал-де-Мансанарес, 20-й граф де Сальданья, 23-й сеньор де ла Каса д Ласкано.

1. Супруга — Исабель Фалгуэра и Морено, 3-я графиня де Сантьяго. Ему наследовал их старший сын, который получил титул в 1928 году:

- Хайме де Артеага и Фалгуэра (28 января 1908 — 24 января 1936), 16-й граф дель-Сид. Не женат, ему наследовал его младший брат:
- Иньиго де Лойола де Артеага и Фалгуэра (14 ноября 1905 — 19 марта 1997), 17-й граф дель-Сид, 14-й герцог де Франкавилья, 18-й герцог дель Инфантадо, 13-й маркиз де Ариса, 15-й маркиз де Эстепа, 19-й маркиз де Сантильяна, 14-й маркиз де Армуния, 17-й маркиз де Сеа, 10-й маркиз де Монте-де-Вай, 9-й маркиз де Вальмедиано, 13-й маркиз де Вивола, 19-й граф дель-Реал-де-Мансанарес, 11-й граф де Санта-Эуфемия, 12-й граф де ла Монклова, 5-й граф д Серральо, 6-й граф де Коррес, 21-й граф де Сальданья, 4-й граф де Сантьяго.

1. Супруга — Ана Роса Мартин и Сантьяго-Конча.
2. Супруга — Мария Кристина де Саламанка и Каро, 6-я графиня де Сальсивар. Ему наследовал в 1966 году его младший сын от первого брака:

- Карлос де Артеага и Мартин, 18-й граф дель-Сид, 6-й граф дель Серральо. Ему наследовал:
- Иньиго Антонио де Артеага и Паскуаль, 19-й граф дель-Сид (с 2000 года).